# Nojeon-en-Vexin
 Nojeon-en-Vexin  là một xã thuộc tỉnh Eure trong vùng Normandie miền bắc nước Pháp.